# 第103飛行隊 (航空自衛隊)
第103飛行隊（だい103ひこうたい、JASDF 103rd Fighter Interceptor Squadron）は、かつて航空自衛隊北部航空方面隊第2航空団隷下だった戦闘機部隊。千歳基地に所属し、航空自衛隊3番目のF-86D全天候戦闘機を運用する飛行隊だった。1961年（昭和36年）の部隊編成後、1968年（昭和43年）の閉隊までの7年間にわたりアラート任務を実施した。

## 概要
1961年（昭和36年）3月1日、航空自衛隊3番目のF-86D飛行隊として小牧基地第3航空団隷下にて発足。発足当初はF-86Dの供与数が少なく、第102飛行隊と一部機材を共有して訓練とアラート任務を実施していた。F-86Dの機数が充足した同年6月10日に北海道千歳基地へ移動し、第2航空団隷下となった。同年8月8日から千歳基地における24時間アラート待機任務を開始した。
1962年（昭和37年）以降、各基地へF-104J戦闘機の配備が開始されたこともあり、第3航空団隷下の第101飛行隊とともに1968年（昭和43年）10月1日に閉隊され、航空自衛隊におけるF-86Dの運用が終了した。
第103飛行隊の部隊マークは第2航空団を示す青帯2本を引いたデザインとなっている。

## 沿革
- 1960年（昭和35年）2月16日 - 小牧基地に第103飛行隊準備隊発足[2]。
- 1961年（昭和36年）3月1日 - F-86D飛行隊として小牧基地の第3航空団隷下にて部隊編成[1]。

6月10日 - 千歳基地へ移動、第2航空団隷下へ編入。
- 1962年（昭和37年）2月5日～2月7日 - 航空総隊競点射撃競技会F-86D部門優勝[3][4]。

12月3日～12月7日 - 航空総隊競点射撃競技会F-86D部門優勝。
- 1963年（昭和38年）1月14日 - F-86Dが着陸進入中に高圧線に接触して墜落[2]。

9月30日～10月3日 - 航空総隊競点射撃競技会F-86D部門優勝。
- 1967年（昭和42年）9月25日～9月28日 - 航空総隊射撃競技会F-86D部門優勝[3][4]。
- 1968年（昭和43年）10月1日 - 第103飛行隊閉隊[1]。

## 歴代運用機
- 戦闘機
  - F-86D（1961年～1968年）
- 連絡機
  - T-33A（1961年～1968年）